# 马来西亚伊斯兰教司法局
马来西亚回教司法局（缩写：JKSM）是马来西亚联邦政府机构，负责协调马来西亚回教法院和回教司法机构的行政事务。该机构由马来西亚首席回教法官拿督莫哈末安然领导。

## 历史
马来西亚回教司法局于1998年11月由前部长阿都哈米奥斯曼宣布成立。